# Губин, Александр Михайлович
Алекса́ндр Миха́йлович Гу́бин (24 августа 1935, Алапаевск, Свердловская область — 2 марта 2019) — советский лыжник и биатлонист, выступал за сборную Советской Армии во второй половине 1950-х — первой половине 1960-х годов. Серебряный призёр первого чемпионата мира по биатлону, бронзовый призёр чемпионатов СССР по лыжным гонкам, участник двух зимних Олимпийских игр. Мастер спорта СССР (1957). Мастер спорта СССР международного класса. Также известен как тренер-преподаватель.

## Биография
Родился 24 августа 1935 года в селе Кировское Алапаевского района Свердловской области.
Активно заниматься лыжными гонками начал в возрасте двенадцати лет. Продолжил подготовку в Алапаевске во время учёбы в ремесленном училище № 38, состоял в добровольном спортивном обществе «Трудовые резервы», тренировался под руководством Евгения Андреевича Трескова.
Впервые заявил о себе в 1953 году, выиграв городские соревнования Алапаевска — за победу награждён часами и ружьём. Тогда же одержал победу на первенстве областного совета «Трудовых резервов».
Был призван проходить срочную службу в рядах Вооружённых Сил СССР, присоединился к свердловской лыжной команде СКА и стал подопечным заслуженного тренера Анатолия Васильевича Борина. Первого серьёзного успеха на всесоюзном уровне добился в сезоне 1955 года, когда стал чемпионом СССР в гонке патрулей на 18 км.
В 1958 году удачно дебютировал в новом виде спорта биатлоне, на первом чемпионате СССР в Отепя обогнал всех своих соперников в индивидуальной гонке на 20 км и благодаря череде удачных выступлений удостоился права защищать честь страны на впервые проводившемся чемпионате мира в австрийском Зальфельдене. В личном зачёт выступил здесь не очень удачно, допустил одиннадцать промахов и занял только десятое место, тогда как в неофициальном командном зачёте совместно с партнёрами Валентином Пшеницыным, Дмитрием Соколовым и Виктором Бутаковым завоевал серебряную медаль — лучше них дистанцию преодолели только шведские биатлонисты. Вынужден был уйти из биатлона, так как застудил почки, и врачи запретили ему лежать на холодном снегу.
На чемпионате СССР по лыжным гонкам 1959 года в Свердловске Губин выиграл бронзовую медаль в индивидуальной гонке на 30 км. Будучи одним из лидеров советской национальной сборной, благополучно прошёл отбор на зимние Олимпийские игры 1960 года в Скво-Велли, где занял пятнадцатое место в гонке на 15 км. В 1964 году на чемпионате СССР в Кавголово выиграл бронзовую медаль в гонке на 30 км, после чего побывал на Олимпийских играх в Инсбруке, где стал четырнадцатым в пятидесятикилометровой гонке. За выдающиеся спортивные достижения удостоен почётного звания «Мастер спорта СССР международного класса».
Завершив карьеру спортсмена, окончил школу тренеров Военного института физической культуры в Ленинграде. Работал тренером-преподавателем по физической подготовке в Ленинградском высшем общевойсковом командном училище имени С. М. Кирова и в Военно-медицинской академии имени С. М. Кирова.
После выхода на пенсию проживал в посёлке Торковичи Ленинградской области.
В 2015 году вернулся на родину — в село Кировское Свердловской области, тесно сотрудничал с отделом по физической культуре и спорту Администрации муниципального образования Алапаевское, консультировал молодых спортсменов лыжников и биатлонистов. В 2017 году удостоен звания «Почетный гражданин муниципального образования Алапаевское».
Скончался 2 марта 2019 года. Похоронен в родном селе.